# Kali- und Steinsalzbergwerk Jessenitz
Das Kali- und Steinsalzbergwerk Jessenitz ist ein ehemaliges Kalibergwerk im Lübtheener Ortsteil Jessenitz. Von 1900 bis zum Ersaufen 1912 wurden hier 1,4 Millionen Tonnen Stein- und Kalisalze gefördert.

## Vorgeschichte

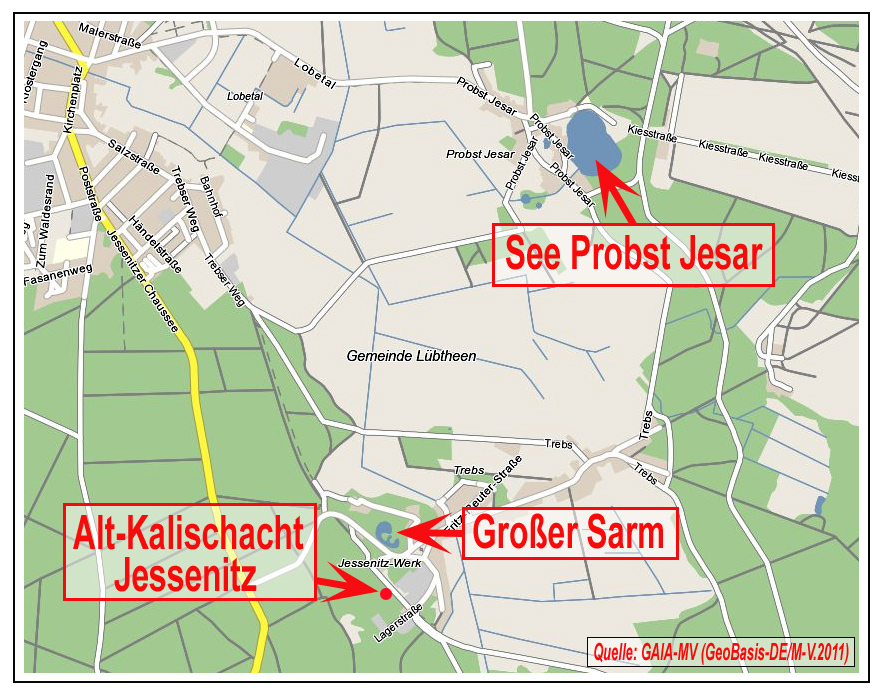
Lage des Schachtes Herzog Regent Jessenitz sowie wassererfüllter Pingen

Im Jahr 1861 gelang es chemischen Fabriken im Staßfurter Raum, die als „unrein“ bezeichneten, beim Abteufen der ursprünglich nur auf die Gewinnung von Steinsalz zur Anreicherung der schwachen Sole der Staßfurter Saline niedergebrachten Schächte von der Heydt / von Manteuffel vorgefundenen carnallitischen Salze für eine technische Verwendung nutzbar zu machen. Es war möglich geworden, das in diesen Salzen enthaltene Kaliumchlorid (KCl) zu lösen und als Düngesalz in der Landwirtschaft zu vermarkten. Das Bekanntwerden dieser Kalisalzfunde – das „Staßfurter Berggeschrey“ – regte auch in Mecklenburg die Suche nach solchen Salzlagerstätten an. Hier, im Großherzogtum Mecklenburg-Schwerin, war inzwischen durch „Landesherrliche Verordnung vom 16. Mai 1879“ der Salzbergbau verstaatlicht worden. Nur der Grundbesitzer des Rittergutes Jessenitz blieb hiervon durch einen diesbezüglichen Erlass ausgenommen. Die erste Suchbohrung begann am 11. September 1882 und fand in 258,7 m Teufe Steinsalz und ab 270,7 m Teufe Kalisalze. Diese Bohrung wurde bei 372,7 m Teufe am 10. Mai 1883 im Steinsalz eingestellt. Auch eine zweite, 350 m südlich der ersten gelegene, Kernbohrung erschloss im Jahre 1886 ab 260,5 m Teufe ebenso Kali- und Steinsalze. Als mit weiteren Flachbohrungen westlich der Verbindungslinie beider Bohrungen der Gipshut in nur 36 m Teufe angetroffen wurde, war der Ansatzpunkt für den Schacht Jessenitz gefunden.

## Finanz- und betriebswirtschaftliche Verhältnisse

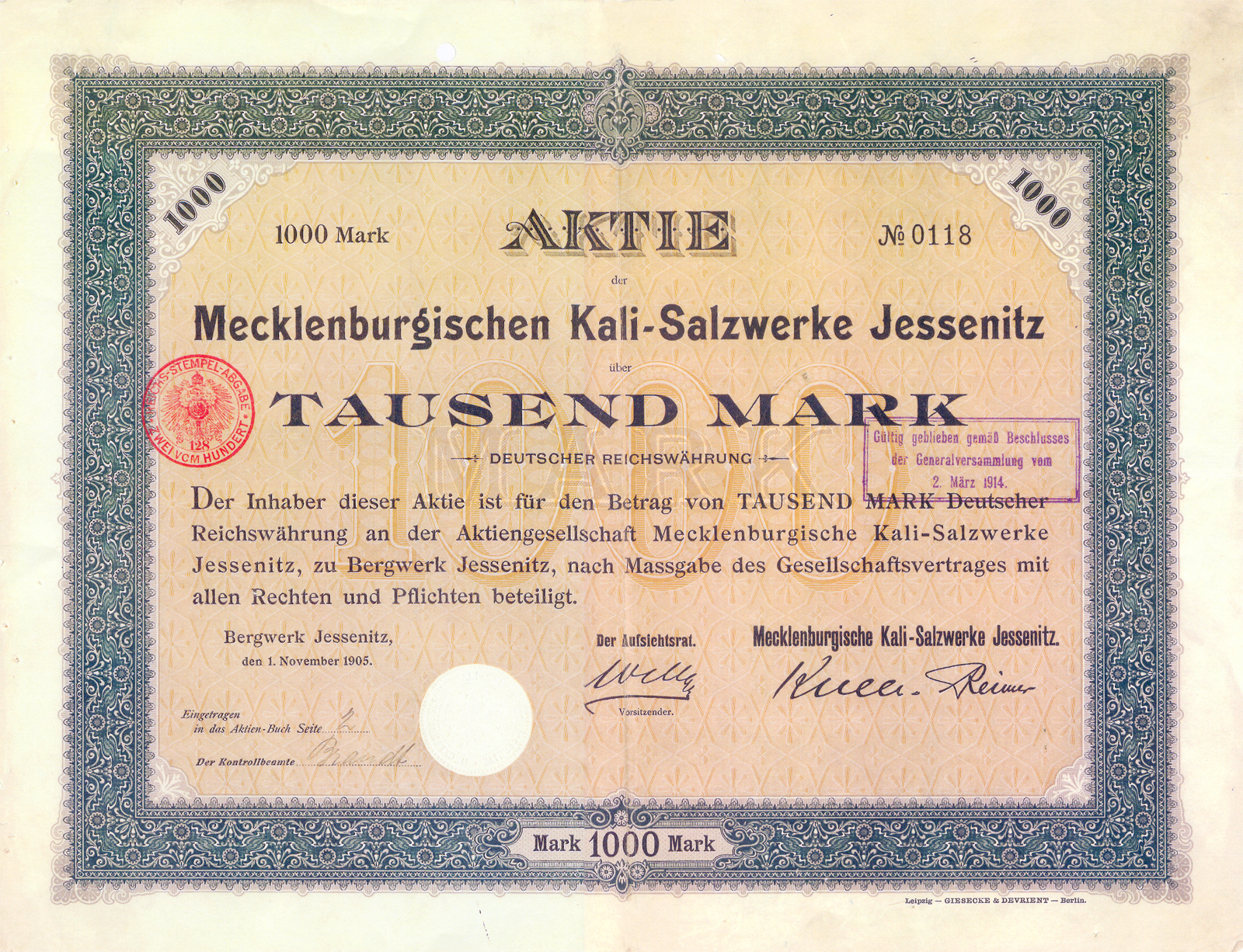
Aktie der Mecklenburgischen Kali-Salzwerke Jessenitz AG

- Mecklenburgische Kalisalzwerke Jessenitz Aktiengesellschaft, Jessenitz bei Lübtheen.
- Besitzer: obige Aktiengesellschaft.
- Vorstand: Bergdirektor Kulle, Fabrikdirektor Carl Ludwig Reimer, Direktor Fehlhaber in Jessenitz.
- Aktienkapital: 5 000 000 Mk.
- Anlage: „Herzog Regent“ in Jessenitz.
- Anzahl der Schächte: 2.
- Durchschnittliche Förderung pro Tag: 500 t Kalisalze.
- Aufbereitungsanstalten: 1 Rohsalzmühle, 1 Chlorkaliumfabrik und Sulfatfabrik.
- Produktion im Jahre 1905: 6326 t Chlorkalium, 9653 t Sulfate, 2584 t Düngesalze, 1314 t Blockkieserit, 23 504 t Kainit und Sylvinit, 1069 t Carnallit und Bergkieserit.
- Eisenbahnstation: Jessenitz.
- Post- und Telegraphenstation: Bergwerk Jessenitz (Mecklenburg).
- Fernsprechanschluß: Amt Lübtheen Nr. 1.
- Anschlußgleis nach Station Jessenitz.
- Betriebsleitung: Bergdirektor Kulle und Fabrikdirektor Carl Ludwig Reimer. Betriebsführer: Obersteiger Starke.
- Durchschnittliche Arbeiterzahl: 450 Mann. Mitglied des Kali-Syndikates.[1]

## Aufbereitungsanstalten
Anfang 1902 nahm die werkseigene Chlorkaliumfabrik mit einer Verarbeitungskapazität von 250 t/Tag ihre Arbeit auf. Die Ausrüstungen lieferte die Staßfurter Fa. G. Sauerbrey. Die Zahl der in der Fabrik Beschäftigten lag im Durchschnitt bei 120 Mitarbeitern; im Grubenbetrieb waren es bis zu 330.
Die Fabrikabwässer wurden über eine 14 km lange Rohrleitung direkt der Elde zugeführt.

## Geologische und hydrogeologische Verhältnisse

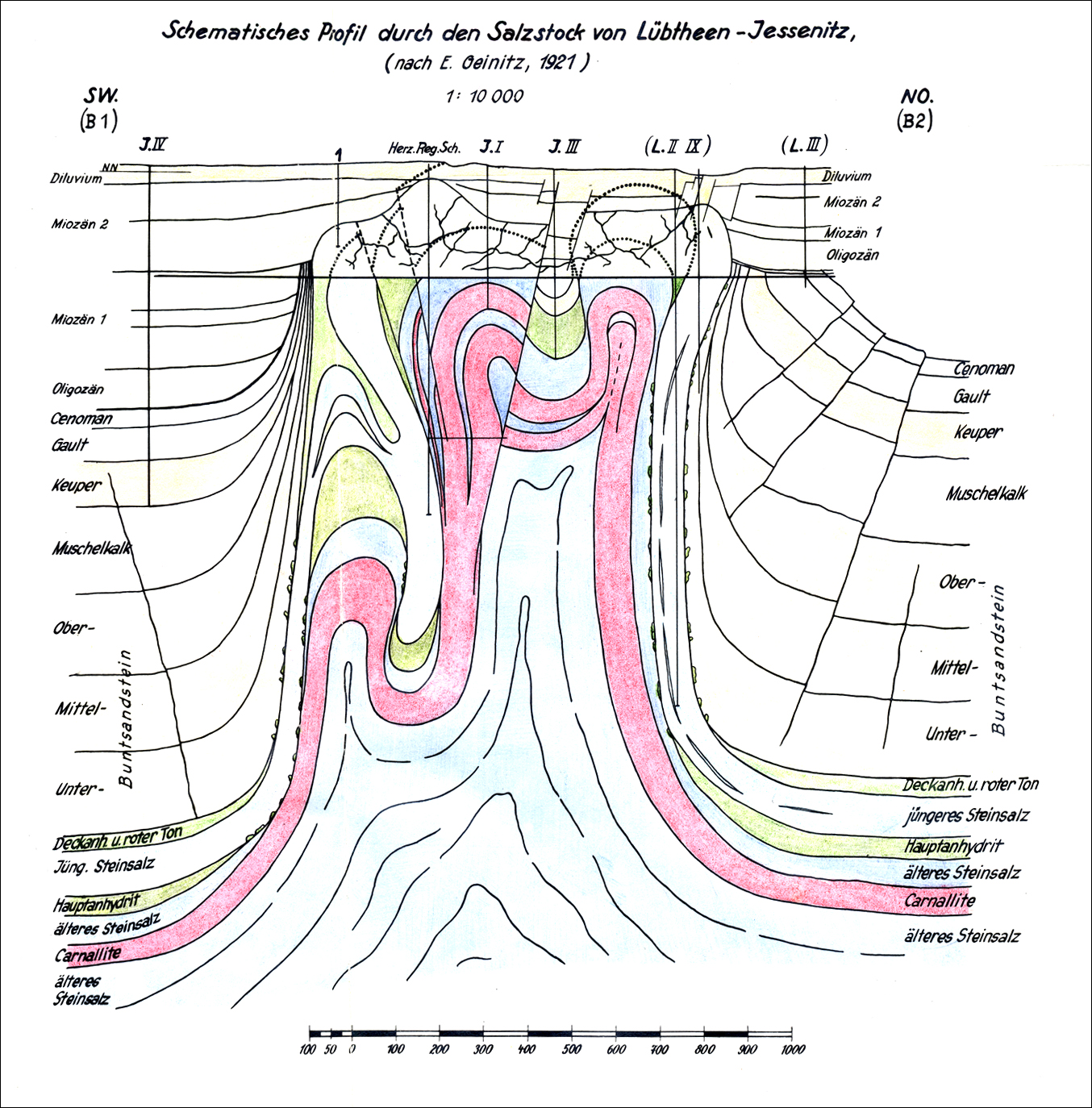
Schematisches Profil durch den Salzstock von Lübtheen-Jessenitz (nach E. Geinitz 1921)

Der Schachtansatzpunkt liegt auf der Südwestflanke des NW-SO streichenden Salzstockes Lübtheen-Jessenitz. Diese Salinarstruktur sitzt einem ca. 17 km langen und ca. 10 km breiten nordwest-gerichteten Salzfuß auf.
Der Durchbruch des Salzstockes geschah vor ca. 100 Millionen Jahren im Alb. Der weitere Aufstieg des Salzes erfolgte vor ca. 55 Millionen Jahren im Tertiär und seine Hauptentwicklungsphase wird ins Oligozän (vor ca. 25 Millionen Jahren) und Neogen (vor ca. 5 Millionen Jahren) datiert. Auf rezente Aufstiegsbewegungen deutet der Geländeanstieg über dem Salzstock hin.

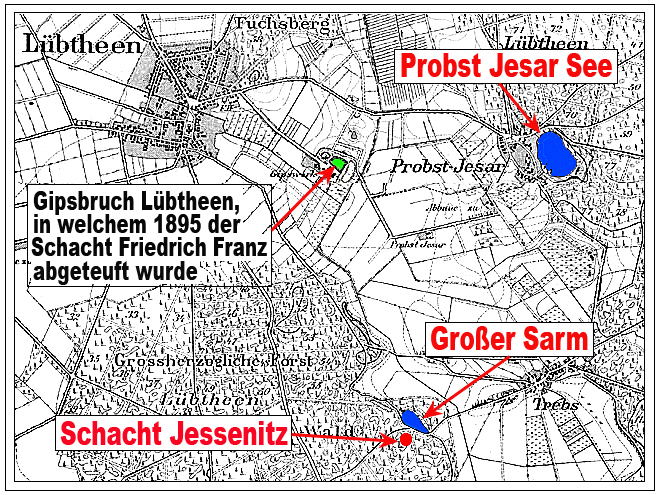
Lage des einstigen Gipsbruches Lübtheen sowie des Schachtes Herzog Regent Jessenitz

Auch die auf den Salzstock niedergebrachten Tiefbohrungen sowie die bergmännischen Auffahrungen im Bergwerk Jessenitz selbst und die des etwa zwei Kilometer entfernt liegenden Kali- und Steinsalzbergwerkes Friedrich Franz Lübtheen lassen keine ausreichende Klärung des geologischen Baus der Salzstruktur zu. Pleistozäne und tertiäre Schichtenglieder (jünger als eine Million Jahre) bilden das Deckgebirge über dem Salzstock. Unter etwa 2 m feinem gelblichen Heidesand, der vielfach zu Dünen zusammengeführt und von moorigen Niederungen durchzogen ist, folgt das Pleistozän (vor ca. 10.000 Jahren), das aus gelben Sanden und Kiesen besteht. Stellenweise sind diesen mehrere Meter mächtige Geschiebemergelschichten und solche mit groben Geröllen unterlagert. Diese rolligen und bindigen Gesteine erreichen bis zu 40 m Mächtigkeit.
Sogenannte Pingen, die durch Auslaugungen im Salzgebirge, durch Spaltenzüge im darüber befindlichen Gipshut sowie durch salinar-tektonische Störungen entstanden sind, liegen in einer breiten, NW-SO-verlaufenden Zone über dem Salzstock und lassen dessen Verlauf an der Tagesoberfläche transparent werden. Als wichtigste sind der 6,4 Hektar große Probst Jesar See, der Große und Kleine Sarm bei Trebs sowie der sogenannte Kirchenversunk bei Volzrade. Weitere kleine Pingen liegen im Forstbereich Kamdohl.
Tertiäre Ablagerungen sind als Tone, Glimmer- und Glaukonit-Sande sowie als „erdige“ Braunkohle vorhanden. An den Flanken des Salzstockes reicht das Tertiär bis in 550 m Tiefe hinab.
Das erschlossene Salinar lässt sich generell wie folgt gliedern:
1. Leine-Serie mit dem Hauptanhydrit, größtenteils klüftig, bis 120 m mächtig sowie dem bis 2 m starken Grauen Salzton.
2. Staßfurt-Serie mit dem klüftigen und Schlotten führenden Deckanhydrit, bis 110 m mächtig.
3. Rötlichbraunes bis grauweißliches Decksteinsalz (bis 250 m mächtig).
4. Hangendgruppe des Kaliflözes Staßfurt, teilweise als reinlich-weißer Carnallit ausgebildet (5 m mächtig; in Stauchzonen bis 50 m)
5. Liegendgruppe des Kaliflözes Staßfurt aus rotem Carnallit (10 m mächtig; bis 60 m in Stauchzonen). Beide Gruppen sind durch ein etwa 8 m mächtiges Steinsalz-Zwischenmittel getrennt.

Die Salzschichten stehen steil bis nahezu senkrecht. Umbiegungen, Verjüngungen und Auskeilungen von Schichtengliedern deuten auf starke tektonische Bewegungen hin. Trockene sowie auch laugen- und gaserfüllte Klüfte wurden schon durch die Tiefbohrungen angetroffen. Die Hauptstörungen verlaufen teilweise bis ins Deckgebirge, sind aber gegen das Oberflächenwasser durch Verkittung oder den wieder zusammengepressten Ton abgeschnitten und geschützt.
Das Talsandgebiet zwischen Sude und Rögnitz ist allgemein wasserreich. Der Grundwasserspiegel im Bereich des Schachtansatzpunktes liegt etwa 5 m unter Gelände; die Fließrichtung des Grundwassers ist generell West bis Südwest. Der kavernöse bis klüftige Ablaugungsbereich über der Salzstruktur, der sogenannte Gipshut oder Caprock, ist ab einer Tiefe von etwa 150 m stark salzwasserführend. Die Wasserzuflüsse während des Niederbringens des Schachtes überstiegen teils 40 m3 pro Minute und waren, wie noch im Weiteren geschildert, Anlass erheblicher Abteufschwierigkeiten.

## Der Schachtbau
Bekannt war, dass die übertägigen Lockersedimente stark wasserführend waren. Das zeigte auch das Vorhandensein der wassererfüllten Pingen. So erhielt 1886 der Berg- und Hütteningenieur Friedrich Hermann Poetsch den Auftrag, bei Jessenitz einen Schacht mit einem Durchmesser von 5 m lichter Weite bis zu einer Teufe von 80 m mittels des Gefrierschachtverfahrens niederzubringen. Dieses Verfahren hatte sich Poetsch 1883 als „Verfahren, Schächte im wasserreichen und schwimmenden Gebirge sicher, lotrecht und billig abzuteufen“ patentieren lassen.
Im März 1888 wurde in 75 m Teufe, im Bereich wenig bis mäßig klüftigen Gipses, das erste Keilbett gelegt und hierauf bis zum übertägigen Mauerfuß Tübbinge von 5 m Durchmesser eingebaut. Im Mai 1889 legte man das zweite Keilbett bereits bei 89 m Teufe, weil nach dem Auftauen der Frostmauer Zuflüsse von ca. 20 l/min aus dem ersten Keilbett austraten. Diese wurden jedoch durch den zweiten Tübbingsatz von 89 bis 75 m abgeriegelt. Das weitere Abteufen bis 130 m und die Verkleidung der Schachtwandung mit Tübbingen (dritter Tübbingsatz von 130 bis 89 m) geschah bis Sommer 1889. Eine Vorbohrung auf der Schachtsohle ergab, dass man sich auf weitere klüftige, wasserführende Gebirgsschichten einstellen müsse. Die Bergwerksgesellschaft entschied – weil noch alle Ausrüstungen für das Gefrierverfahren vor Ort waren – die Schachtsohle etwas zu erweitern, um an deren Wandung acht neue Gefrierbohrlöcher in gleichmäßigen Abständen voneinander bis zu einer Teufe von 175 m niederzubringen. Nach deren Fertigstellung wurden sie im Durchmesser von 171 mm verrohrt bei einer Rohrwandstärke von 10 mm. Es gelang in relativ kurzer Zeit eine Frostmauer auszubilden; sie erwies sich jedoch in Anbetracht der hohen Mineralisation und Drücke der Schichtwässer als durchlässig (Januar 1890). Es gelang dank starker Pumpen den Schacht bis auf 150 m Teufe niederzubringen und einen provisorischen Ausbau aus U–Eisen-Ringen und Holzverschalung einzubringen. Dennoch waren die sich verstärkenden Zuflüsse von mehr als 40 m3/min auf Dauer nicht beherrschbar, so dass der Schacht im Februar 1890 letztlich ersoff.
Im August 1892 begannen die Vorbereitungen für die weitere Verteufung des Schachtes im Kind-Chaudron-Verfahren. Das nach seinen Erfindern, den Bergingenieuren Karl Kind und Joseph Chaudron benannte, um 1850 entwickelte Bohrverfahren, gestattete es, Schächte bis 4,40 m Durchmesser im toten Wasser abzubohren und wasserdicht auszubauen. Dieses Abteufverfahren war seinerzeit im Salzbergbau noch wenig erprobt.
Da ein Bohrer von hier 4,10 m Durchmesser über 25 Tonnen wiegt, musste zunächst ein stabiler Bohrturm errichtet werden. Zeitgleich verfüllte man die Schachtsohle mit einer Betonschicht von 12,5 m Mächtigkeit. Diese überragte um etwa 7 m die oberste wasserführende Gips-Kluft. Nach dreimonatiger Wartezeit auf das Abbinden und Aushärten dieser Betonplombe konnte Schacht Jessenitz wieder gesümpft werden. Es wurden alle sperrigen Teile aus dem Schacht entfernt und die Tübbingsäule bis zur Teufe 137,3 m vervollständigt. Die Bergung der Gefrierrohre misslang, da diese durch Nachfall und Bohrschlamm zu fest eingeklemmt waren. Auch Versuche, diese durch Umbohren zu lösen, blieben erfolglos. Das Umbohren führte wiederum zu Zuflüssen in nicht beherrschbaren Größenordnungen, infolge derer der Schacht abermals ersoff. Und so mussten die Gefrierrohre und einige Arbeitsbühnen zerbohrt und diese Teile mühevoll mittels Fangwerkzeugen sowie durch den Einsatz von Tauchern geborgen werden. Das Abbohren übertrug die Werksverwaltung der Firma Haniel & Lueg unter der Leitung des Bohringenieurs Berghaus. Da der obere tübbierte Teil des Schachtes 5 m Durchmesser hatte, wählte man für den weiteren Schachtabschnitt einen solchen von 4,10 m lichter Weite. Nach vielen weiteren Schwierigkeiten (u. a. mussten steckengebliebene Gefrierrohre zerbohrt und deren Teile geborgen werden, Gestängebrüche, Abweichung des Bohrschachtes von der Lotrechten, Undichtigkeiten der Moosbüchse, Zerbohren eines gusseisernen Küvelagenbodens in Verbindung mit mühseligen Fangarbeiten usw.) war endlich am 2. Februar 1900 der Schacht trocken (Teufe 346 m).
Am 18. Oktober 1900 fand die Schachttaufe in Anwesenheit des Regenten Herzog Johann Albrecht von Mecklenburg-Schwerin statt. Später wurde der Schacht noch bis 603,53 m verteuft und mit Backsteinmauerwerk verkleidet.

## Die Salzgewinnung

### Ausrichtung
Die komplizierte Ausbildung der Salzlagerstätte untersuchte man durch das Auffahren von Versuchsstrecken und Horizontalbohrungen. Auf der 400-m-Sohle fand man 17 m westlich des Schachtes ein 50 m mächtiges Lager weißen Carnallitits. Dieses wurde auch auf den später aufgefahrenen 430-, 470- und 500-m-Sohlen nachgewiesen. Eine Gewinnung fand jedoch auf diesen Sohlen nicht statt. Die 500-m-Sohle diente als Wettersohle. Bei ihrer Auffahrung fand man nördlich vom Schacht ein 83 m mächtiges Kaliflöz. Als Hauptförderstrecke diente die 600-m-Sohle. Von einem südlich des Schachtes stehenden Gesenkes und zwei nördlich desselben befindlichen Blindschächte aus wurden die 700- und die 800-m-Sohlen nebst mehreren Etagensohlen angesetzt.

### Vorrichtung
Querschläge und Strecken wurden je nach Bedarf und örtlichen Gegebenheiten mit einer Breite von 2,5–4,0 m und einer Höhe von 2,0–3,0 m aufgefahren.

### Abbau
Die Salzgewinnung fand sowohl im nördlichen als auch im südlichen Schachtfelde statt, jedoch nur unterhalb der 500-m-Sohle. Abgebaut wurde im herkömmlichen Firstenkammerbau-Verfahren. Die Abbaue, welche von der 604-m-Sohle aus angesetzt wurden, hatten in der Regel eine Breite von 20 m. Zwischen diesen und den streichenden und querschlägigen Strecken wurden Sicherheitspfeiler von 10 m Breite belassen. Die Abbauhöhen erreichten, da irgendwelche Schweben an den in Abständen von 8 m angelegten Etagensohlen nicht angebaut wurden, bis zu 70 m. Vermutlich wurden diese Abbaue mit minderwertigem Steinsalz, Rückständen aus der Kalifabrik und Sanden versetzt. Bemerkenswert ist, dass ein Sicherheitspfeiler um die Schachtröhre nicht festgelegt wurde, so dass die Abbaue bis auf 35 m an den Schacht herangeführt wurden. Die Abbaue der 700-m-Sohle hatten ebenfalls 20 m Breite, bis 25 m Länge und bis 24 m Höhe.
Die Auswertung der lückenlos geführten Förderstatistik ergibt eine Gesamtförderung von 1.396.812,736 t Kalisalze. Dies entspricht einem Hohlraumvolumen von rd. 780.000 m3. Dazu kommen laut bergmännischem Risswerk noch etwa 60.000 m3 Hohlraum an Strecken, Gesenken und Blindschächten, so dass sich ein Gesamthohlraumvolumen der Grube zu etwa 840.000 m3 ergibt. Quantitative Angaben zum eingebrachten Versatz fehlen, daher ist der zum Zeitpunkt des Ersaufens der Schachtanlage vorhandene lufterfüllte Grubenhohlraum nicht exakt zu definieren.

## Das Ersaufen der Schachtanlage

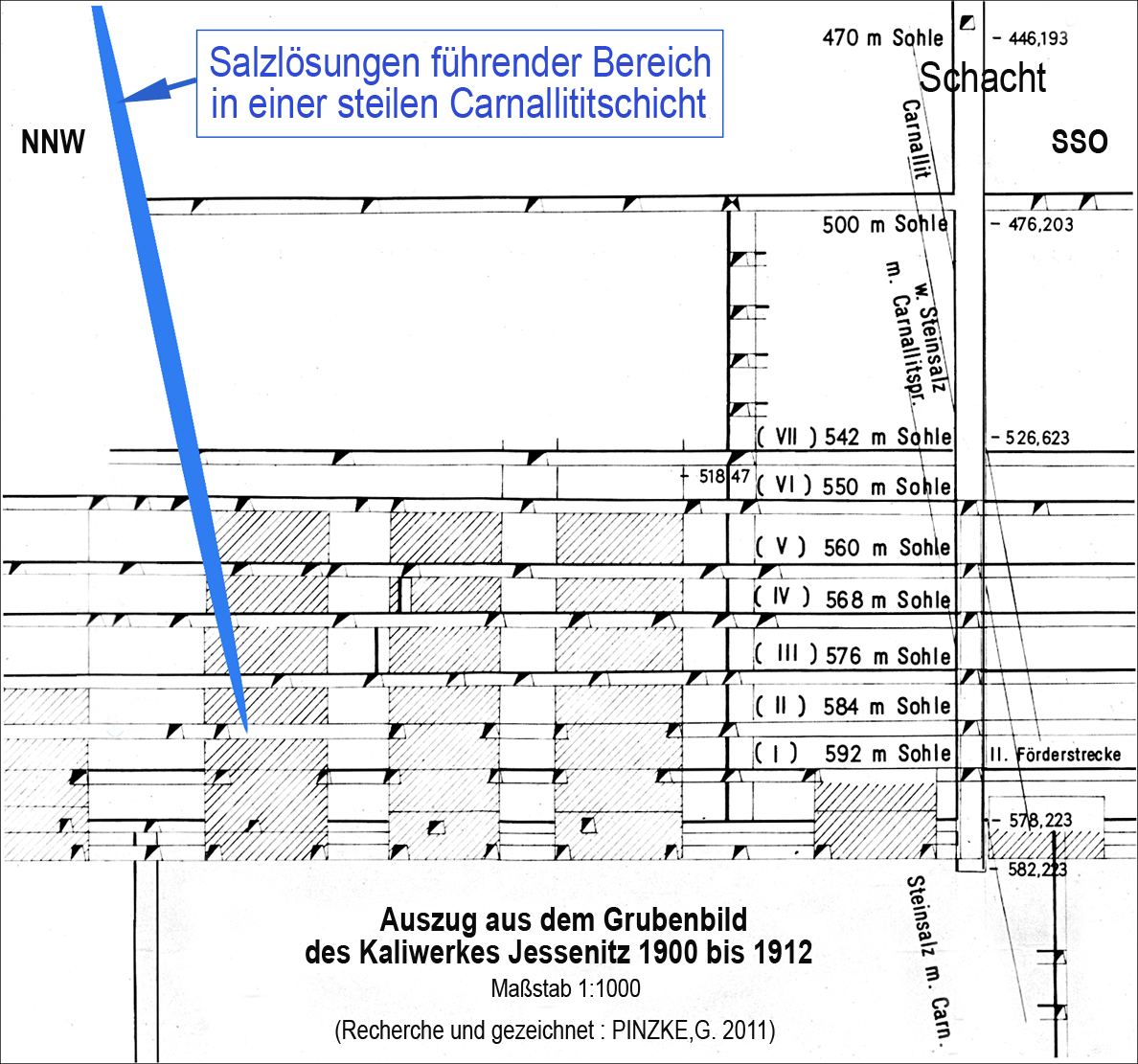
Der Zutrittsbereich der Lösungen bzw. Wässer, welche zum Ersaufen des Grubengebäudes führten

Bereits im Jahre 1902 wurde auf der 542-m-Sohle, in einer rund 150 m nördlich des Schachtes gelegenen steil aufgerichteten Carnallititlage, im Liegenden der zu Abbau 5 Nord führenden Versatzstrecke eine Laugenstelle angetroffen. Die zusitzenden Lösungen waren gesättigt; ihre Menge betrug wenige Liter pro Minute. Auch an anderen Stellen des gleichen stratigraphischen Bereiches zwischen der 542- und 584-m-Sohle traten mehr oder weniger gesättigte Salzlösungen aus. Einige von diesen versiegten nach kurzer Zeit.
Weitere Laugenzuflüsse bemerkte man ab 1906 im Abbau 3a der 584-m-Sohle und ab 1910 auch im Abbau 2 Nord der 576-m-Sohle. Anfang Juni 1912 wurde plötzlich eine starke Zunahme der Schüttung der Laugenstelle auf der 542-m-Sohle festgestellt. Der größte Teil dieser Salzlösungen wurde in Förderwagen gepumpt und nach über Tage gebracht. Der kleinere Teil floss schließlich über die 676-m-Sohle und speziell verlegte Rohrleitungen zur 700-m-Sohle, um auch von hier mit Förderwagen nach über Tage verbracht zu werden.
Einhergehend mit diesen verstärkten Zuflüssen bemerkte man auch im Bereich zwischen den 542- und 600-m-Sohlen Knistergeräusche. Später, etwa ab dem 5. Juni 1912, wurden sogar donnerartige Schläge im Gebirge mit nachfolgendem Geknister registriert. Die Untersuchungen der Lösungen ergaben einen steten Abfall des Magnesiumchloridgehaltes von anfangs rund 350 g/l auf nur noch 56 g/l bei Zunahme des Natriumchloridgehaltes von 80 g/l auf etwa 280 g/l. Die Herkunft dieser Lösungen aus dem Ablaugungsbereich des Salzstockes war somit zweifelsfrei nachgewiesen. Dies bestätigten auch die Beobachtungen der Wasserstände in den umliegenden Gewässern (Probst-Jesarer See, Großer Sarm) sowie der Brunnen. Die Betriebsleitung erkannte, dass die Zuflüsse auf Dauer nicht beherrschbar waren und entschloss sich, das Grubengebäude unterhalb 500 m aufzugeben. Ab hier war der Schacht unversehrt und trocken und man wollte von hier aus den Abbau weiterführen.
Doch diese Hoffnung erfüllte sich nicht. Am Nachmittag des 24. Juni 1912 verstärkten sich die Zuflüsse derart, dass das gesamte Grubengebäude innerhalb weniger Stunden ersoff. Im Schacht selbst pegelte sich der Wasserspiegel bei etwa 38 m Teufe ein.
Verschiedene Pläne zur Wiedererlangung der Förderfähigkeit oder zumindest zum weiteren Betrieb der Kalifabrik wurden erarbeitet. So sollte der Schacht bis Teufe 400 m, nach vorherigem Einbau eines Betonpfropfens, gesümpft und die Lagerstätte bei ca. 380 m Teufe in südöstlicher Richtung neu angefahren werden. Auch erörterte man das weitere Aussolen des Salzlagers durch den ersoffenen Schacht. Bis Mitte Juni 1912 wurden auch täglich 300–400 m3 Sole abgepumpt und fabrikatorisch verarbeitet. Das Bergamt untersagte jedoch aus Sicherheitsgründen diese Arbeiten.

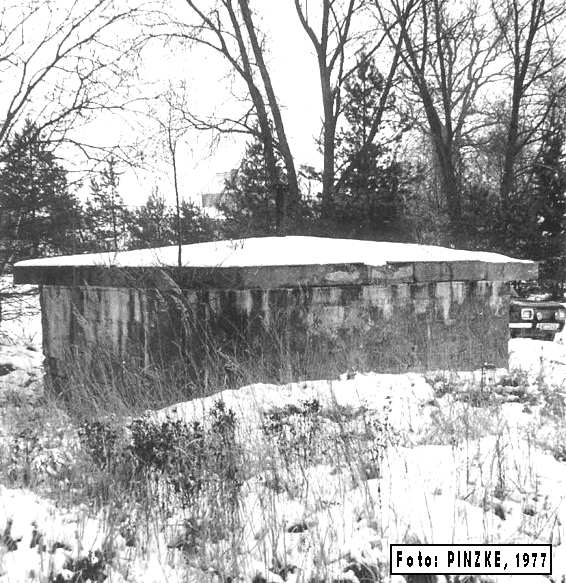
Schachtabdeckung 1977

Der Schacht Jessenitz wurde mit Sand teilverfüllt und mit einer Betonplatte abgedeckelt (siehe Foto links).

## Die Verwahrung der Schachtröhre

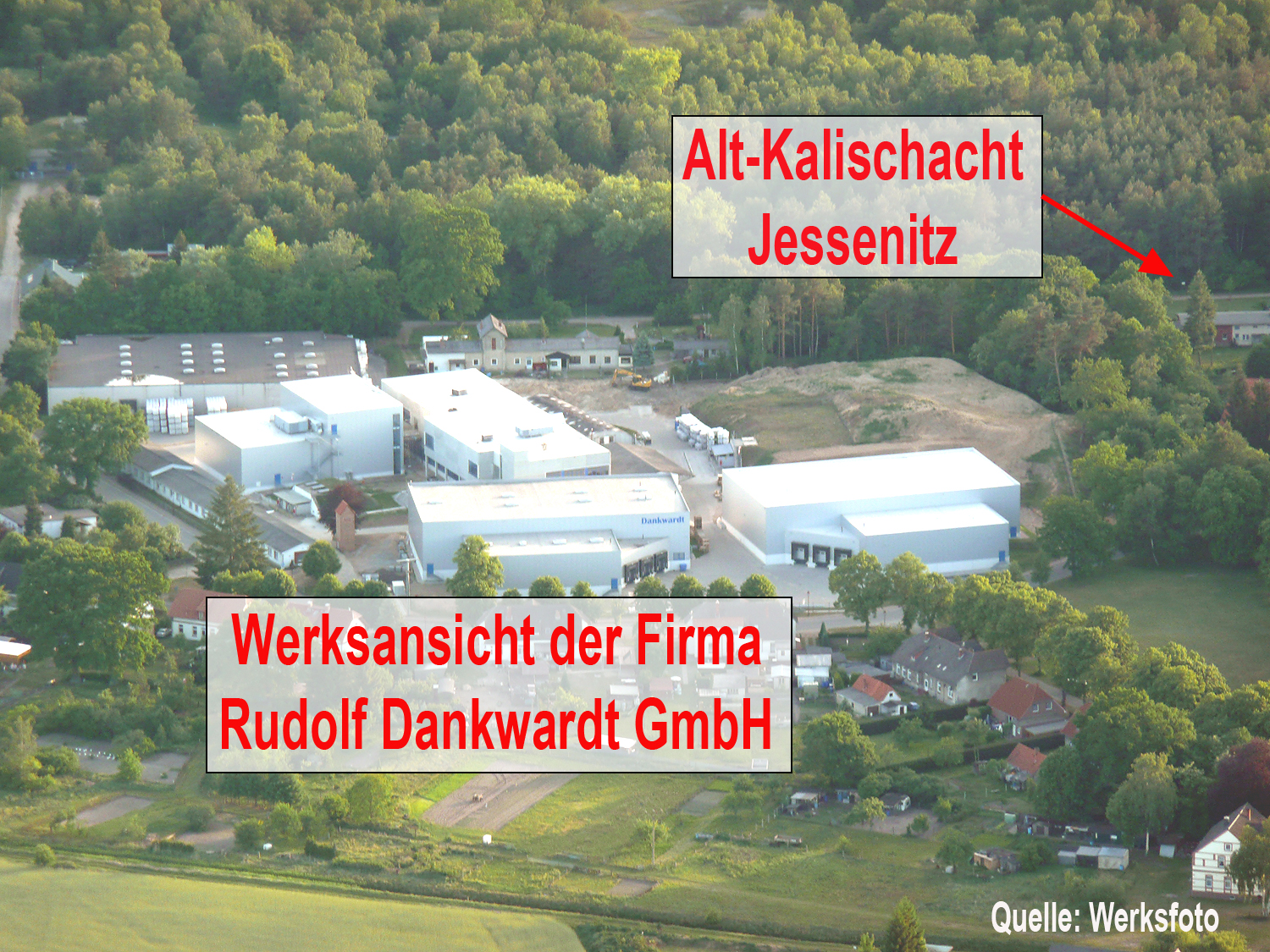
Lage des Schachtes Herzog Regent Jessenitz

Nach dem plötzlichen Ersaufen der Schachtanlage Jessenitz verfügte am 18. Februar 1914 das Bergamt Hagenow die Verfüllung des Schachtes Herzog-Regent. Im Jahre 1916 wurden die übertägigen Baulichkeiten von der „Westfälischen Eisen-Demontage- und Sprenggesellschaft“ aus Dortmund abgebrochen. Die „Deutsche Futterwerke G.m.b.H. Jessenitz“, welche die Ländereien erwarb, verfüllte die Schachtröhre des Schachtes Herzog-Regent mit Sand aus der Umgebung bis 223,5 m unter Gelände. Diese Arbeiten wurden am 25. August 1916 beendet. Die durch das zuständige Oberbergamt Halle am 3. September durchgeführte Nachkontrolle ergab eine Füllstandshöhe bei Teufe 235,7 m.

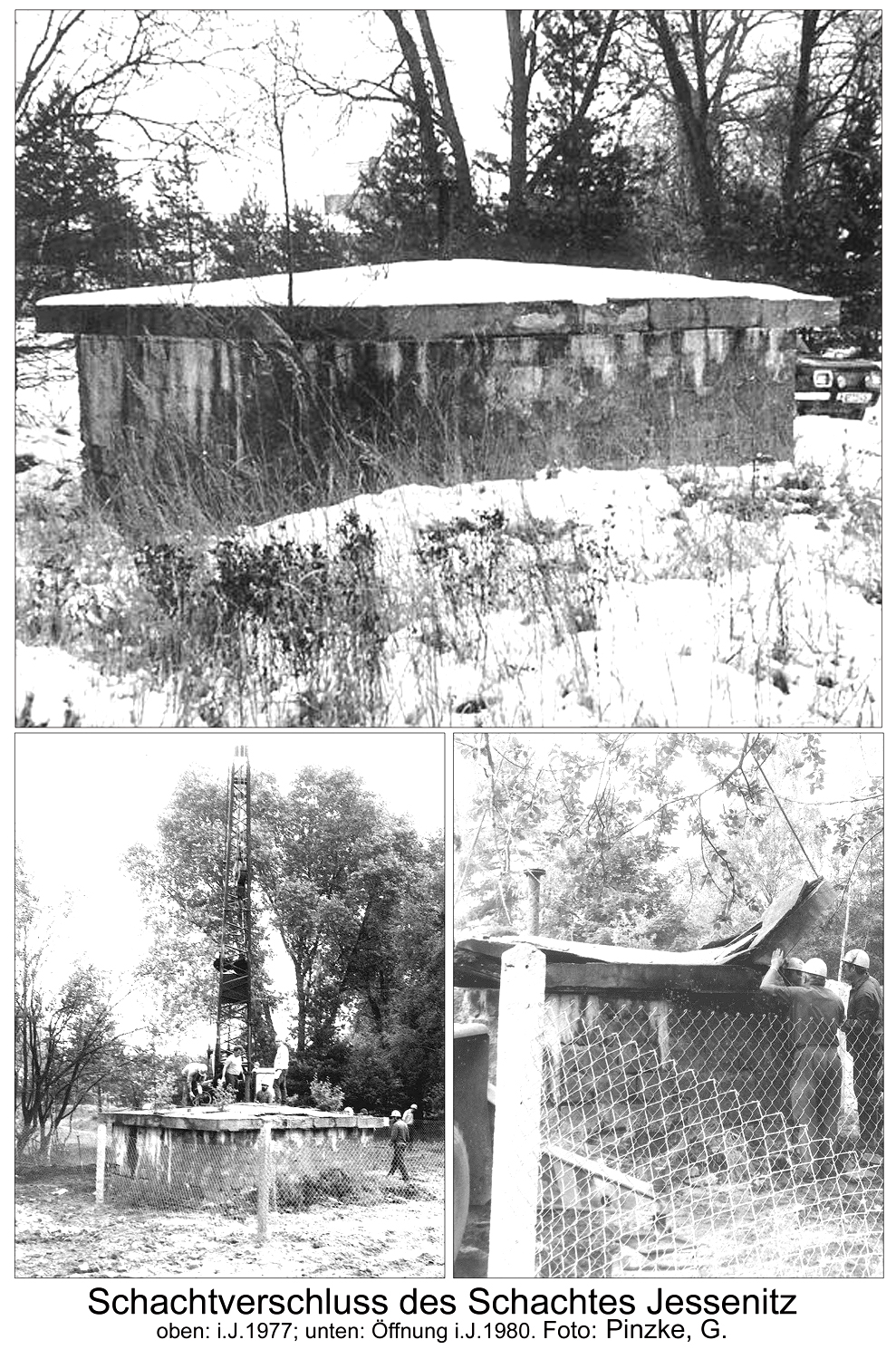
Öffnung des Schachtverschlusses des Kalischachtes Jessenitz im Jahre 1980.

Die Schachtöffnung wurde Anfang November 1916 durch eine
Eisenbetondecke mit Feldbahnschienen-Armierung, einer Sandaufschüttung von 1,6 m und einer darüber befindlichen Decke aus T-Eisen, N.P.40, mit Betonkappen und einem Standrohr von 100 mm Durchmesser gesichert.
Die Abteilung Geologie des Rates des Bezirkes Schwerin beauftragte mit Schreiben vom 5. Oktober 1983 den „VEB Schachtbau Nordhausen“  eine neue Schachtkopfsicherung bzw. Abdeckelung der Schachtröhre des Schachtes Jessenitz vorzunehmen. Im Jahre 1981 war die nach dem Ersaufen der Schachtanlage Jessenitz eingebaute Abdeckelung abgeräumt worden (siehe rechtsstehende Abbildung), weil die Absicht bestand, eine künstliche Endteufe in der Schachtröhre einzubauen und darauf – wie in der Schachtröhre Friedrich Franz Lübtheen erfolgreich durchgeführt – eine Braunkohlenfilterasche-Suspension einzubringen.
Nach einigen Erwägungen finanzieller/technischer Art wurde letztlich Ende 1985 eine 10 m × 10 m große Stahlbetonplatte, auf einem separaten Ringfundament ruhend, gegossen. Zuvor wurde der Wetterkanal mit Magerbeton verfüllt. Die Abdeckplatte erhielt eine Kontrollöffnung von 0,6 m Durchmesser. Die öffentliche Sicherheit wurde durch eine 25 m × 25 m große Absperrung (Zaun aus Maschendraht und verschließbarem Tor) gewährleistet. Es wurde bergbehördlicherseits ein Sicherheitsradius von 25 m um die Schachtröhre verfügt.
Im Ergebnis einer erneuten bergschadenkundlichen Bewertung wurde die vollständige Verfüllung des Schachtes empfohlen. Die entsprechende Ausführungsplanung sah die Verfüllung des verbliebenen Hohlraums mittels eines kohäsiven Verfüllmaterials mit gutem Fließverhalten im Pumpverfahren vor. Im Zeitraum von Januar bis Mai 2000 wurden zunächst die vorhandenen Schachtverschlüsse (die Schachtabdeckung und die im Jahre 1985 abgestürzte Eisenbetonplatte bei 20 m Teufe) durchbohrt und zwei Verfüllleitungen installiert.
Aufgehend ab einer Teufe von 215,5 m wurde zunächst ein Dammbaustoff auf einer Länge von circa 10 m eingebaut. Daran anschließend wurden in mehreren Abschnitten weiterer Dammbaustoff (z. B. LWM-HS B5, ermittelte Festigkeiten bis 12,8 MN/m²) sowie zwei Zementbrücken eingebaut. Durch kontinuierliche Überwachung des Füllpegels im gesamten Schacht sowie einer Mengenbilanzierung des eingebrachten Baustoffes und der zeitgleich abgepumpten Salzlösungen aus der Schachtröhre konnte belegt werden, dass hierdurch diese insgesamt verfüllt wurde. Den Abschluss bildete eine Betonplombe, welche unterhalb der bestehenden Schachtabdeckung eingebracht wurde. Damit waren die Verfüllarbeiten abgeschlossen und der Schacht – soweit unter dem angetroffenen Zustand – entsprechend der Verwahrungsrichtlinien gesichert. Einer Nutzung des schachtnahen Bereiches als Park- und/oder Lagerplatz wurde zugestimmt. Der Schachtsicherheitsbereich beträgt auch weiterhin 25 m × 25 m um den Schachtansatzpunkt.

## Abteufschacht Jessenitz II
Nach dem Ersaufen des Schachtes Jessenitz beabsichtigte die Betriebsleitung, da die Berggerechtsame, also das zum Abbau berechtigte Areal, groß genug war, etwa 750 m südöstlich einen neuen Schacht namens Volzrade oder Jessenitz II niederzubringen. Hier hatte man schon 1911 mit dem Abteufen des Vorschachtes begonnen. Dieser stand bei 4,5 m im Bereich des Grundwasserspiegels mit einem Durchmesser von 10 m in Bolzenschrotzimmerung. Da aber mit der endgültigen Entscheidung der Verteilungsstelle für die Kaliindustrie vom 22. Oktober 1912 gemäß § 17 Abs. 2 des Kaligesetzes vom 1. Juli 1912 das Werk für dauernd lieferungsunfähig eingestuft wurde und seine Absatzquote verlor, wurden auch die Arbeiten am Schacht Volzrade endgültig eingestellt und der Schacht mit Sanden verfüllt.